# Podocarpus latifolius
Podocarpus latifolius är en barrträdart som först beskrevs av Carl Peter Thunberg, och fick sitt nu gällande namn av Robert Brown och Charles-François Brisseau de Mirbel. Podocarpus latifolius ingår i släktet Podocarpus och familjen Podocarpaceae. IUCN kategoriserar arten globalt som livskraftig. Inga underarter finns listade i Catalogue of Life.

## Bildgalleri

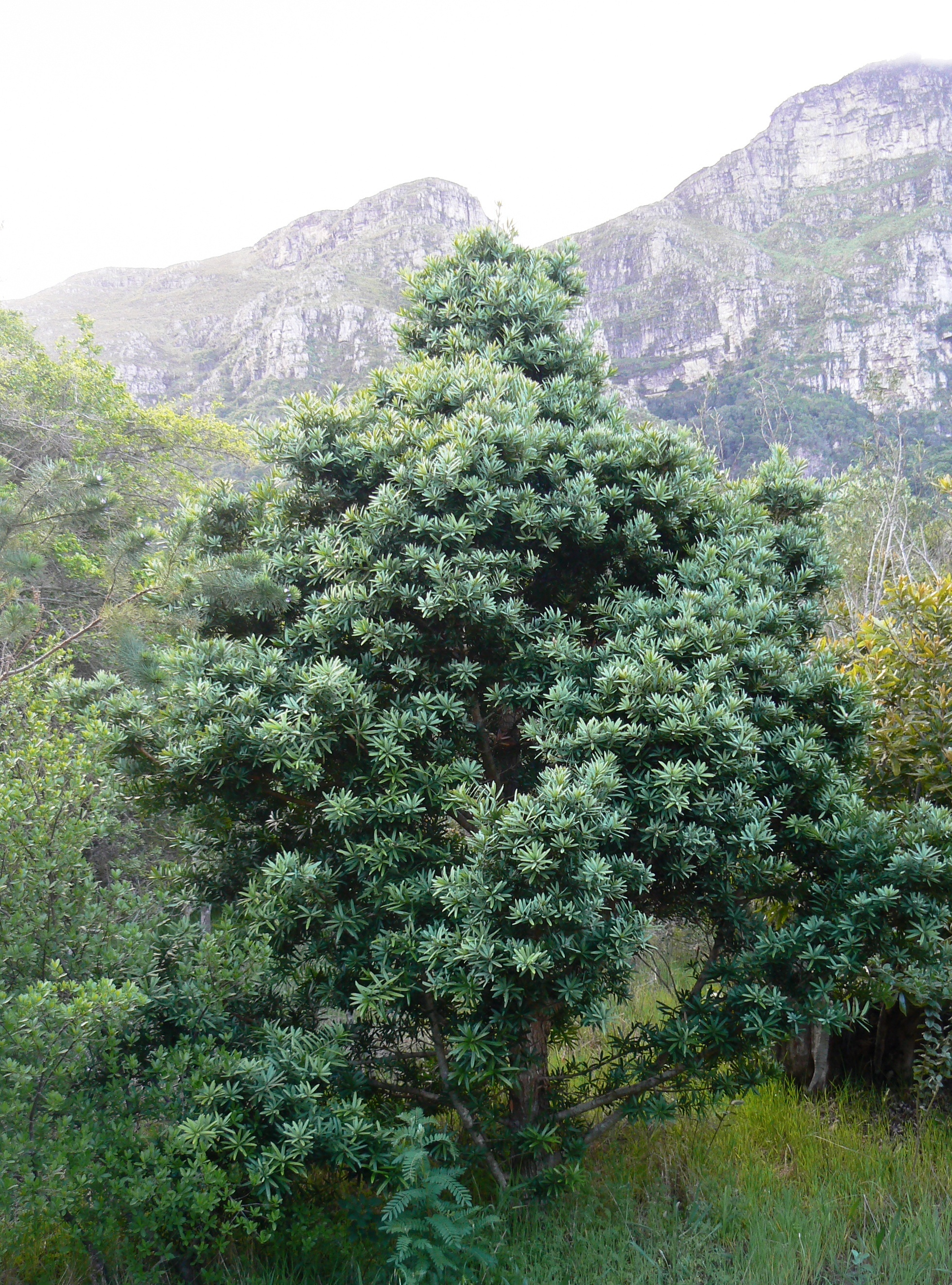
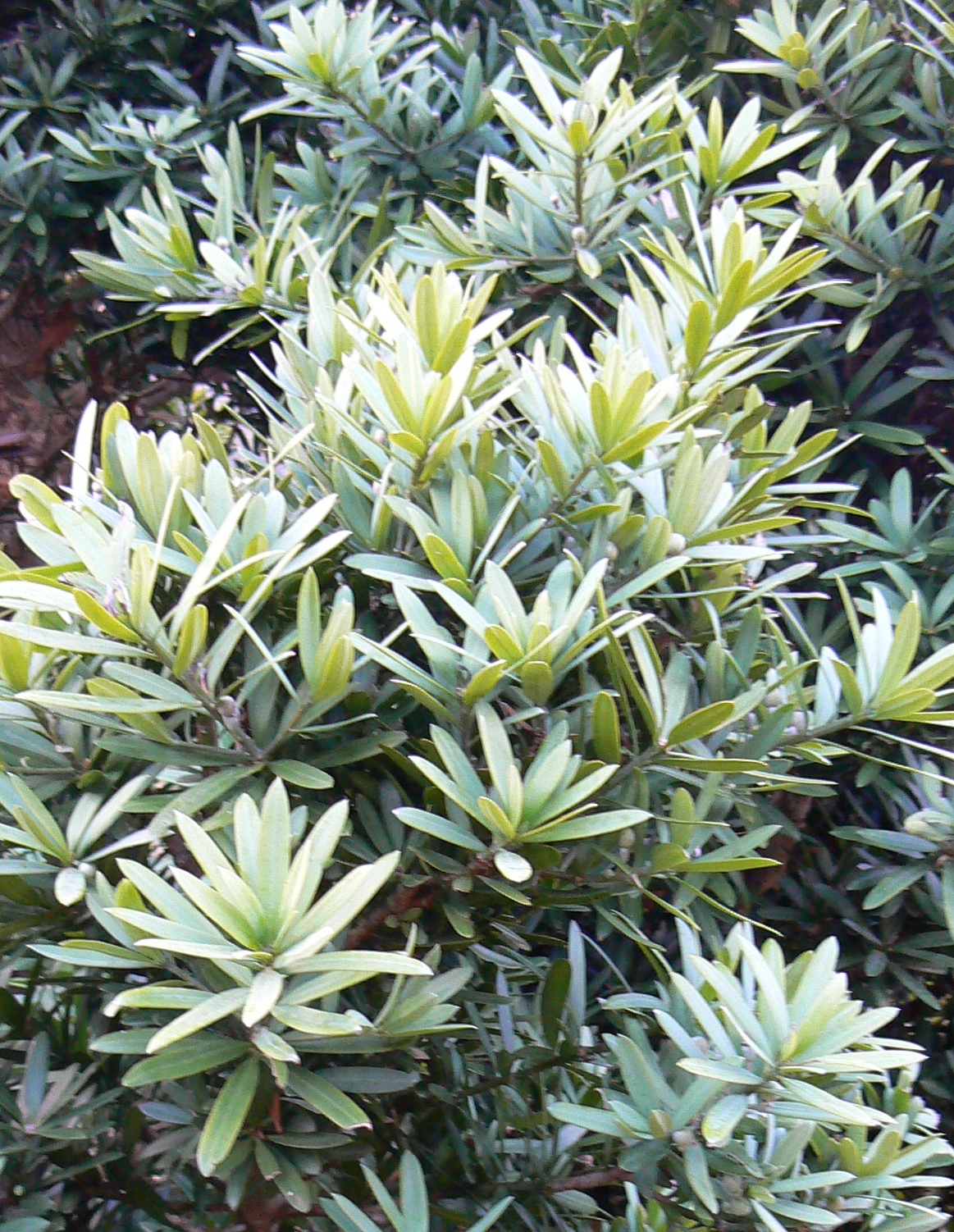
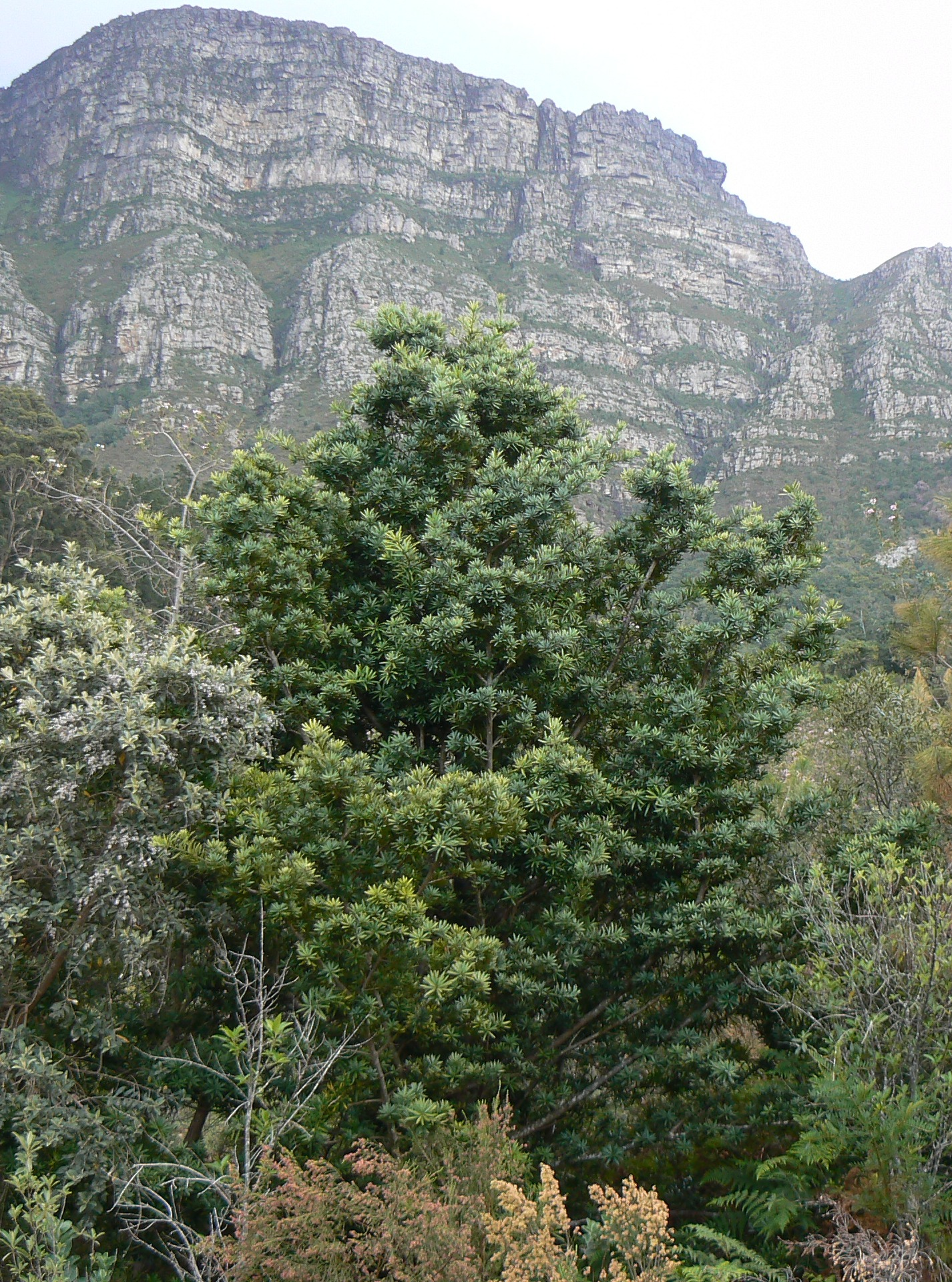
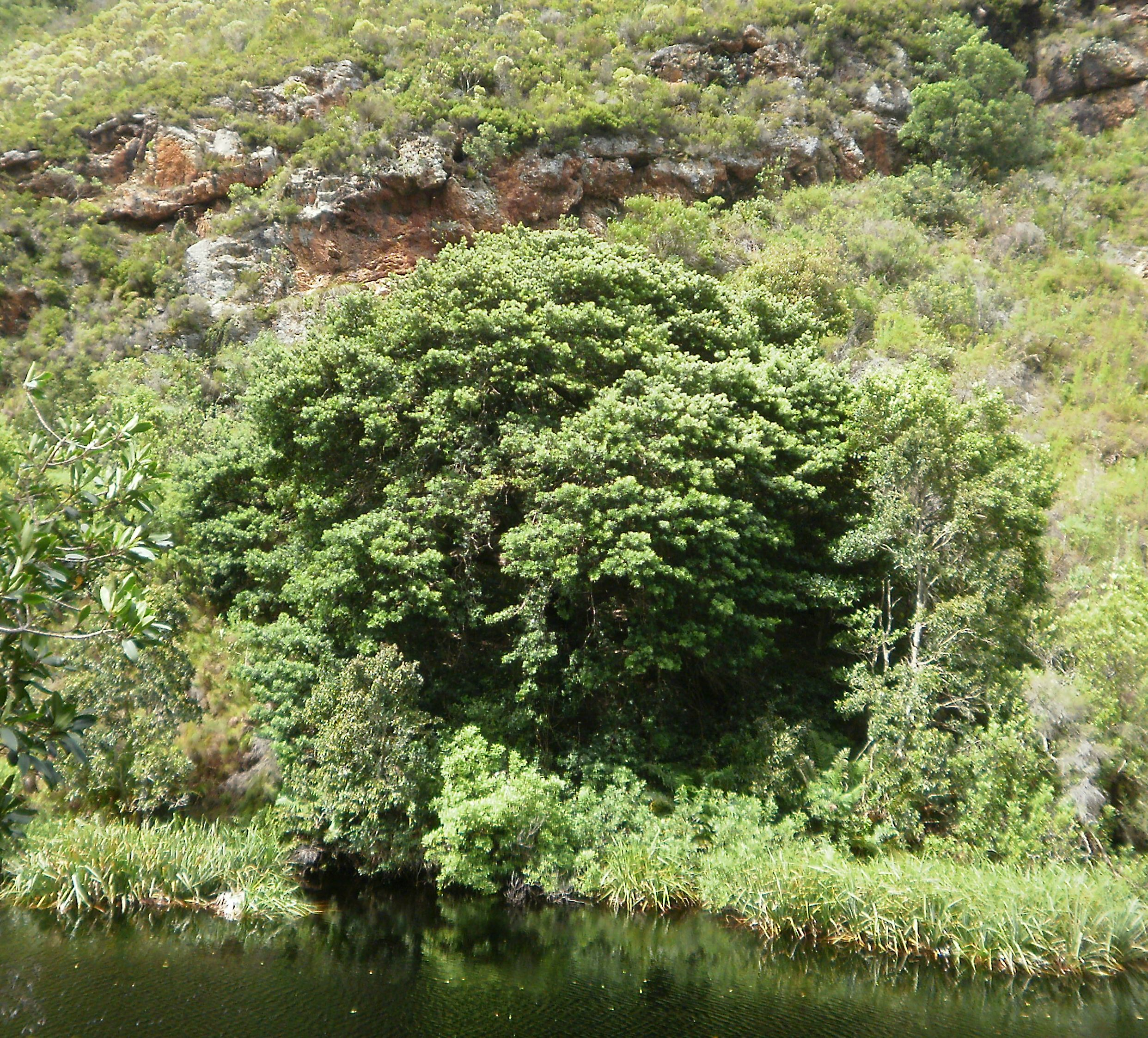
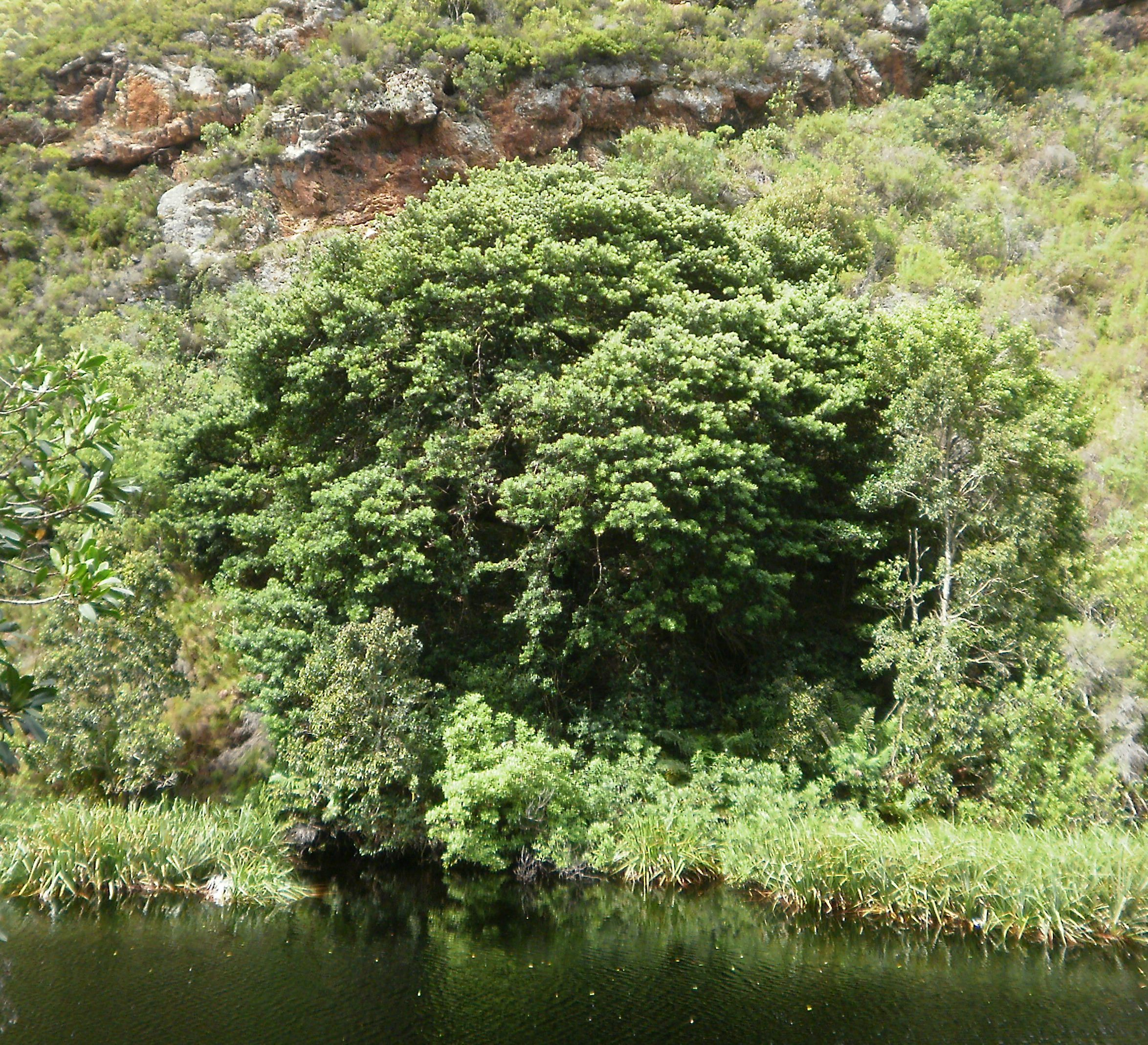
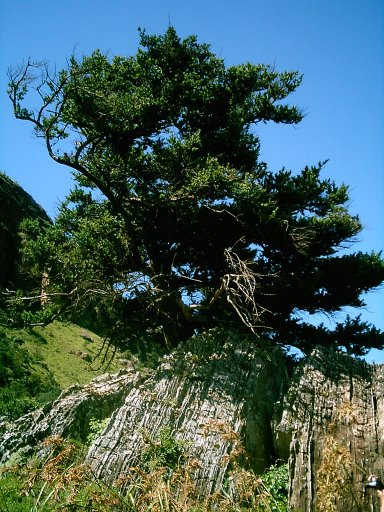